# Villar de Ciervo
Villar de Ciervo és un municipi de la província de Salamanca a la comunitat autònoma de Castella i Lleó. Limita al Nord amb La Bouza, Puerto Seguro i San Felices de los Gallegos, al Sud-est amb Villar de la Yegua, al Sud-oest amb Aldea del Obispo i a l'Oest amb Almeida.

## Demografia
| 1991 | 1996 | 2001 | 2004 |
| ---- | ---- | ---- | ---- |
| 490  | 434  | 378  | 360  |